# Prerow
Prerow, Ostseebad (pol. Kąpielisko nadbałtyckie) – gmina w Niemczech, wchodząca w skład urzędu Darß/Fischland w powiecie Vorpommern-Rügen, w kraju związkowym Meklemburgia-Pomorze Przednie.

## Toponimia
Nazwa pochodzenia słowiańskiego, z połabskiego prerow „przekop, wyłom”. Na język polski tłumaczone jako Przerów.

## Turystyka
W połowie października 2024 r. w Prerow kosztem 46 mln euro zbudowano najdłuższe molo na Bałtyku długości 720 m. Poprzednie molo znajdujące się w tym miejscu liczyło 395 metrów.